# بندزن خیاط سرباز جاسوس
بندزن خیاط سرباز جاسوس (به انگلیسی: Tinker Tailor Soldier Spy) فیلمی جاسوسی محصول ۲۰۱۱ بریتانیا و فرانسه به کارگردانی توماس آلفردسن بر اساس رمانی اثر ژان لو کره و بازیگری گری اولدمن در نقش جرج اسمایلی است.

## داستان
داستان فیلم در سال ۱۹۷۳ اتفاق می‌افتد. در حال حاضر جنگ سرد باعث شده تا کشورها چهار چشمی حواسشان به حرکات مشکوک و غیرمنتظره یکدیگر باشد تا مبادا کشوری دست از پا خطا کند و شعله جنگ دیگری برافروخته شود. سرویس اطلاعات جاسوسی بریتانیا (که در این فیلم با نام ساختگی «Circus» شناخته می‌شود) نیز به نوبه خود سعی در کنترل اوضاع دارد و به دنبال راهی برای کاهش تنش میان کشورهاست. در جدیدترین مأموریت این سازمان، یکی از افراد ارشد سازمان به نام کنترل (جان هارت) تصمیم می‌گیرد جاسوسی را به شهر بوداپست مجارستان بفرستد تا در آنجا سر و گوشی آب دهد، اما این مأموریت بنا به دلائل نامعلومی با شکست مواجه می‌شود و به همین جهت، کنترل اجباراً از کار کنار گذاشته می‌شود. اما این شکست برای بریتانیا چندان خوشایند نیست چراکه به حیثیت این سازمان در جهان خدشه وارد شده‌است. از اینرو تصمیم گرفته می‌شود تا یک جاسوس کارکشته به نام جورج اسمایلی (گری اولدمن) که در حال حاضر در بازنشستگی به سر می‌برد را به کار برگردانند تا از خیانتهای انجام گرفته پرده بردارد. اسمایلی با قبول درخواست سازمان، بار دیگر بر سر کار خود بازمی‌گردد اما متوجه می‌شود که اوضاع بسیار پیچیده‌تر از آن است که سازمان فکر می‌کرده…

## نقدها
فیلم با تحسین منتقدان و نویسندگان سینمایی روبرو شد. بازی گری الدمن نیز ستوده شد و جوایز زیادی از جمله جایزهٔ بهترین فیلمنامهٔ اقتباسی را از بفتا از آن خود کرد.
گری اولدمن برای این فیلم نامزد جایزه اسکار نیز شد.